# NGC 7035
NGC 7035 је спирална галаксија у сазвежђу Јарац која се налази на NGC листи објеката дубоког неба.
Деклинација објекта је - 23° 8' 7" а ректасцензија 21h 10m 45,5s. Привидна величина (магнитуда) објекта NGC 7035 износи 14,4 а фотографска магнитуда 15,4. NGC 7035 је још познат и под ознакама ESO 530-15, PGC 66258.